# سانتا کروچه دی مالیانو
سانتا کروچه دی مالیانو (به ایتالیایی: Santa Croce di Magliano) یک کومونه در ایتالیا است که در استان کامپوباسو واقع شده‌است. سانتا کروچه دی مالیانو ۵۲٫۶ کیلومتر مربع مساحت و ۴٬۸۶۳ نفر جمعیت دارد و ۶۰۸ متر بالاتر از سطح دریا واقع شده‌است.